# Bourges katedrálisa
A bourges-i Saint-Étienne-katedrális francia műemlék templom a 12. századból, a Borgues-i főegyházmegye főszékesegyháza, a világörökség része.

## Története
A templom helyén már a 3. században létezett egy keresztény kegyhely. A 11. században román stílusú bazilika épült, amelyet egyéb vallási épületek vettek körbe, A bazilikához tartozó kis kripta a jelenlegi katedrális alatt található. A 12. században az épület kibővült egy monumentális nyugati homlokozattal, de a század végére teljes átépítés vált szükségessé.
1195-ben Henri de Sully, Bourges érseke, a párizsi érsek Eudes de Sully fivére adományt tett a bourges-i katedrális javára. Ez az adomány indította el az új katedrális építését, amelynek a túl kicsinek ítélt 11-12. századi román stílusú katedrálist kellett kiváltania. A régi katedrálisról alig maradt adat, csak annyit lehet tudni, hogy a 3. század óta létező keresztény kegyhelyen állt abban a korban, amikor az 'Avaricum nevű városban megszületett az első galliai keresztény közösség. A jelenlegi katedrális helyén négy építmény követte egymást: a monumentális kripták, amelyeket Szent Ursin (3. század), Szent Palais (4. század), Raoul de Turenne bourges-i érsek (9. század) építettek. Az első katedrálist Gozlin bourges-i érsek, II. Róbert francia király fivére építtette a 11. században.
Bourges 1100 óta királyi város volt, az akkori királyi terület déli határán, néhány mérföldre Aquitaniától, amely angol uralom alatt állt. A bourges-i érsek az Aquitánia primátusa címet is viselte és hatalma, amelyet vitattak ugyan, kiterjedt Bordeaux-ig.
Az új katedrális az első gótikus építmény volt a Loire-tól délre, és nagyon fontosnak tűnt mind a francia király, mind az érsek számára. A katedrálist arra szánták, hogy a Capeting-birodalom büszkesége legyen az ország közepén, egyedülálló koncepcióval, tehát nagyszabású épületet terveztek, amely mérhető legyen a párizsi Notre-Dame-hoz.
Az építkezést 1195-ben kezdték el és 1214-ben fejezték be. Henry de Sully érseket eredetileg a párizsi Notre-Dame tervei ihlették meg, de ő 1199-ben meghalt. Utódja, Guillaume de Dangeon, előzőleg cisztercita apát, fontos szerepet játszott az építkezés folytatásában és az ikonográfiai program kidolgozásában. Guillaume 1209-ben bekövetkezett halála, amelyet hamarosan a szentté avatása követett, számos adományt szerzett a híveitől és a zarándokoktól.
Egy évtizednyi szünet után az építkezés második szakasza 1225 és 1230 között tartott. Ekkor készült el a főhajó és a nyugati homlokzat nagy része. A továbbiakban a homlokzat munkálatai lassan haladtak. 1313-ban déli tornyot meg kellett erősíteni, mivel repedések jelentek meg rajta. Mivel törékenynek tartották, ez a torony harang nélkül  maradt, és "süket torony"-ként emlegették. A katedrális homlokzatát is megerősítették, és az északi torony is elkészült az 1324. május 13-ai felszentelésre. Az első mestert követő építészek - egyiknek sem ismert a neve - megtartották az építkezés egységét és látszólagos egyszerűségét.
Az északi torony 1506-ban leomlott, a csatlakozó boltívek is tönkrementek. Az újjáépítésnél megtartották az összhangot a gótikus homlokzattal, azonban díszítésként bevittek néhány reneszánsz elemet is.
A francia vallásháborúk korában 1562-ben Bourges városát bevették a protestánsok, és a katedrális szobrait súlyosan megrongálták.

## Műszaki adatok
- Külső hosszúság: 125 méter
- Belső hosszúság: 118 méter
- Szélesség: 41 méter
- Főhajó szélessége 15 méter, magassága 37 méter
- Mellékhajók szélessége: 21, illetve 9 méter

## Leírás
A viszonylag rövid építési idő miatt a katedrális szokatlanul homogén és az építési terv látványos változásai nélkül jött létre. Az építész négy ponton teljesen új, nem konvencionális utat választott.
Ami legelsőnek feltűnik, az az öthajós alak és a kereszthajók teljes mellőzése. Ebből adódik az egyenletes külső forma és az osztatlan belső tér. A valódi szenzáció azonban az mellékhajók lépcsőzetes elhelyezése, ahol a háromrészes középhajó falfelépítése elvileg megismétlődik 16 méterrel beljebb a belső oldalhajóban. A belső oldalhajó 12 méterrel magasabb mint a külső, viszont karcsúbb annál. Ez a felépítés egyrészt szokatlanul világossá teszi az épületet (az ablakok középmagasan helyezkednek el, de elég nagy távolságra a középtengelytől). Másrészt a belső tér sajátos érzetet kelt, a belső oldalhajók jelenléte a középhajó mögött a tér nagyságát hangsúlyozza. Összességében a belső tér tágas, levegős, de többrétegű.
Feltűnő az "ódivatú" hatrészes ívek használata a középhajóban, amelyeket nyilvánvalóan nem konzervativizmusból választottak, hanem az építész teljesen tudatosan használta a támasztékok váltogatását a belső tér szellősebbé tételére. Ebben az összefüggésben további újításnak számítanak a féloszlopok.
Az épület külsején a majdnem kecsesnek nevezhető feszítőmű tűnik fel, amely szabaddá teszi a rálátást magára a katedrálistestre. A belső és külső oldalhajók az ablakok mellett úgynevezett vakárkádokat képeznek, amelyek levegősebbé teszik a keletkező felületeket. A nyugati homlokzat öt kapujával kiemeli az öthajós szerkezetet és ezzel eltér a párizsi megoldástól, ahol az öthajós szerkezetet a homlokzat hármas tagolása tagadja. Sajnos a homlokzat a későbbi rombolások és javítások miatt ma nem eléggé homogén képet mutat és szinte áttekinthetetlen.
Figyelemre méltó az a körülmény is, hogy a templom – a gótika számára nem szokványos módon – egy kriptát is tartalmaz. Ez azzal magyarázható, hogy az építmény átnyúlik a hajdani római városfalon, így szükségessé vált a több méteres szintkülönbözet áthidalása.